# Bascharat-Moschee

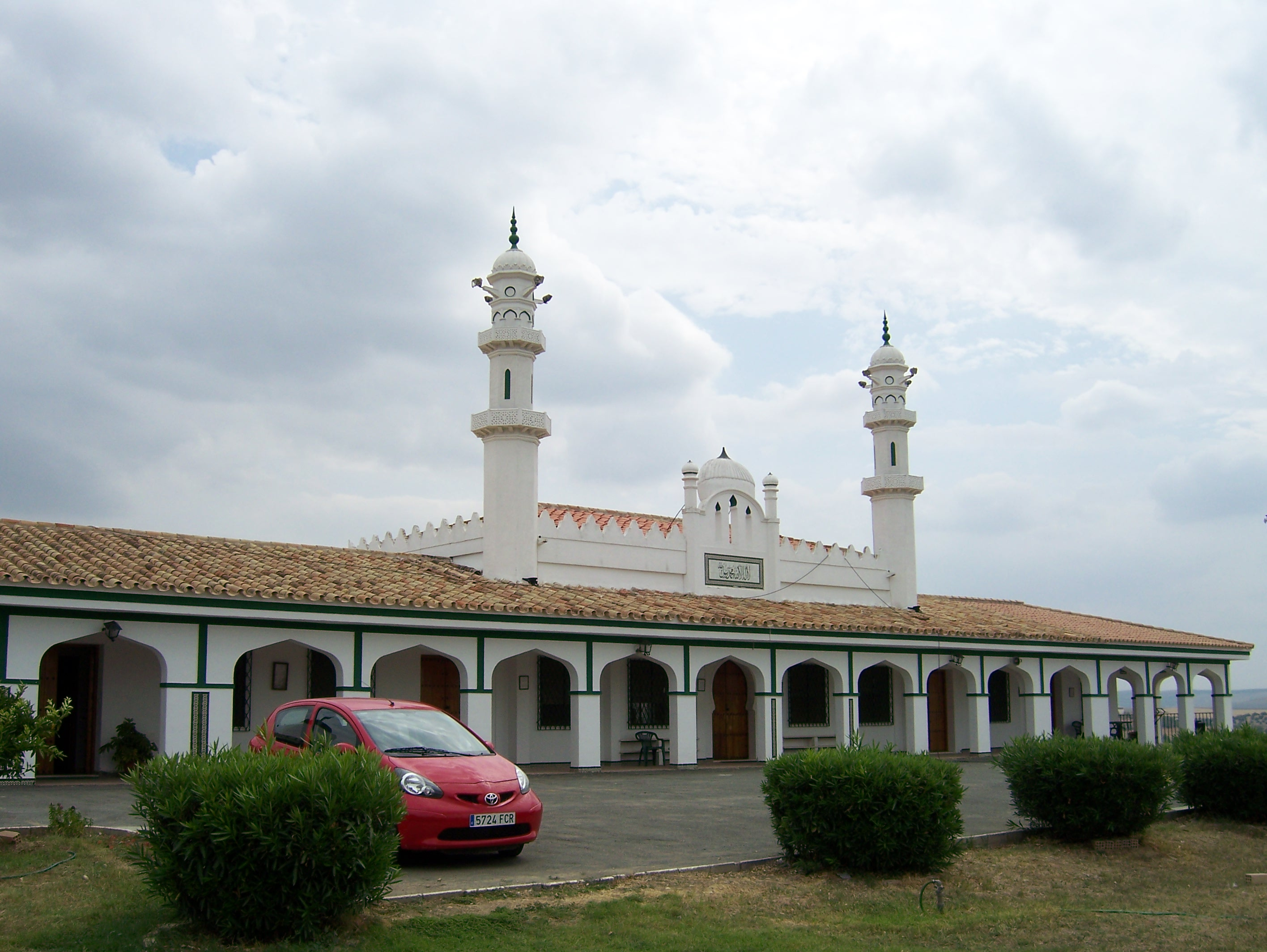
Die Basharat-Moschee in Pedro Abad

Die Bascharat-Moschee (Urdu مسجد بشارت Masdschid Baschārat, deutsch ‚gute Nachricht‘, spanisch Mezquita Basharat) wurde am 10. September 1982 in Pedro Abad (Provinz Córdoba, Andalusien) von Mirza Tahir Ahmad, dem spirituellen Oberhaupt der Ahmadiyya Muslim Jamaat, eingeweiht. Sie ist das Zentrum des spanischen Zweigs dieser Glaubensgemeinschaft, dessen Jahresversammlung (Jalsa Salana) hier abgehalten wird.
Der Grundstein für die Moschee wurde vom dritten Khalifat ul-Massih Mirza Nasir Ahmad am 9. Oktober 1980 gelegt. Es handelt sich um den ersten Bau einer Moschee in Spanien seit über fünfhundert Jahren. M. Karam Ilahi Zafar ist seit dieser Zeit auch der erste islamische Missionar.